# Federazione dei Democratici Liberi
La Federazione dei Democratici Liberi (in tedesco: Bund Freier Demokraten) era una coalizione liberale formata nella Germania Est il 12 febbraio 1990. Originariamente era costituita dal Partito Liberal-Democratico, dal Partito Democratico Libero e dal Partito del Forum Tedesco. Nell'elezione della Camera del popolo del 18 marzo 1990, la Federazione dei Democratici Liberi ha ottenuto il 5,28% dei voti e ottenuto 21 seggi. Ha quindi partecipato all'ultimo governo della RDT guidato da Lothar de Maizière.
Il 27 marzo 1990 la Federazione dei Democratici Liberi assorbì il Partito Nazional-Democratico di Germania. Infine, l'11 agosto 1990 si fonde con il Partito Liberale Democratico.